# Hunters & Collectors
Hunters and Collectors was een Australische band met leadzanger Mark Seymour, de broer van Crowded House-bassist Nick Seymour. De groep had een hit met Throw Your Arms Around Me. De band werd in 1980 gevormd in Melbourne, en zwaaide in 1998 af met een laatste tour. Ze stonden bekend als een van de beste live acts van hun tijd. 
De band stond onder contract bij Mushroom Records, en hun eerste single, Talking to a stranger kreeg veel bekendheid in Australië door de bijbehorende videoclip. Na een korte periode waarin de band uit elkaar viel werd in 1984 een keyboard en een kopersectie aan de band toegevoegd, en dit, gecombineerd met veel toeren, bleek een recept voor succes en een grote schare loyale fans volgde de band. Het album Human Frailty bracht ze ook commercieel succes, met de single Throw your arms around me. Dit nummer is later ook live ten gehore gebracht door onder andere Crowded House en Pearl Jam.
De band heeft ook een aantal optredens in Nederland gedaan (o.a. in 1994), maar heeft hier nooit een grote doorbraak gemaakt.
De band had enkele personeelswisselingen maar onderstaande lijst geeft de "gebruikelijke" setup weer (laatste 10 jaar):
- Mark Seymour - zang, teksten, gitaar (1981-1998)
- John Archer - bas (1981-1998)
- Doug Falconer - drums (1981-1998)
- Jack Howard - trompet, keyboard (1981-1998)
- Barry Palmer - leadgitaar (1988-1998)
- Jeremy Smith - hoorn, gitaar, keyboard(1981-1998)
- Michael Waters - trombone, keyboard (1981-1998)

## Australische discografie

### Studioalbums
- Hunters And Collectors (1982)
- The Fireman's Curse (1983)
- Jaws Of Life (1984)
- Human Frailty (1986)
- What's A Few Men? (1987)
- Fate (1991) [nieuwe versie van What's A Few Men?]
- Ghost Nation (1989)
- Cut (1992)
- Demon Flower (1994)
- Juggernaut (1998)

### Livealbums
- The Way To Go Out (ook video, DVD) (1985)
- Living ... In Large Rooms And Lounges (1995)
- Under One Roof (live) (1998)